# Leigongmiao (köpinghuvudort i Kina, Hunan Sheng, lat 29,26, long 111,62)
Leigongmiao är en köpinghuvudort i Kina. Den ligger i provinsen Hunan, i den södra delen av landet, omkring 180 kilometer nordväst om provinshuvudstaden Changsha. Antalet invånare är 13 330. Befolkningen består av 6 550 kvinnor och 6 780 män. Barn under 15 år utgör 12,0 %, vuxna 15-64 år 75 %, och äldre över 65 år 12,0 %.
Runt Leigongmiao är det tätbefolkat, med 511 invånare per kvadratkilometer. Närmaste större samhälle är Guanxi, 16,0 km söder om Leigongmiao. I omgivningarna runt Leigongmiao växer huvudsakligen savannskog.
Genomsnittlig årsnederbörd är 1 706 millimeter. Den regnigaste månaden är maj, med i genomsnitt 303 mm nederbörd, och den torraste är december, med 32 mm nederbörd.